# Uta no Prince-sama
Uta no Prince-sama (うたの☆プリンスさまっ♪?, Uta no☆Purinsu-sama♪), spesso abbreviato come 'Utapri,' è un franchise multimediale incentrato su un gruppo di immaginari idol. È iniziato come una serie di visual novel giapponese sviluppata da Nippon Ichi e pubblicata da Broccoli, con protagonista la cagionevole ragazza Haruka Nanami che fin da bambina sogna di comporre canzoni e di farle cantare al suo idolo HAYATO (che poi si dimostrerà essere Ichinose Tokiya). La serie è stata poi espansa con giochi musicali, cd drama, manga, canzoni cantate dai doppiatori originali, diverse serie televisive animate e giochi per cellulare.

## Videogiochi
Il primo gioco, Uta no☆Prince-sama♪, è stato pubblicato il 24 giugno 2010. Il 7 marzo 2013 è uscita la settima visual novel, intitolata Uta no☆Prince-sama♪ All Star (うたの☆プリンスさまっ♪ All Star?). La serie di videogiochi ha generato quattro serie anime: Uta no Prince-sama: Maji Love 1000% (うたの☆プリンスさまっ♪マジLOVE1000％?), Uta no Prince-sama: Maji Love 2000% (うたの☆プリンスさまっ♪マジLOVE2000％?), Uta no Prince-sama: Maji Love Revolutions (うたの☆プリンスさまっ♪ マジLOVEレボリューションズ?) e Uta no Prince-sama: Maji Love Legend Star (うたの☆プリンスさまっ♪ マジLOVEレジェンドスター?, Uta no Purinsu-sama: Maji Love Rejendo Sutā) e due film, Gekijouban Uta no Prince-sama: Maji Love Kingdom (劇場版 うたの☆プリンスさまっ♪ マジLOVEキングダム?) e Uta no Princesama Maji Love Starish Tours (劇場版 うたの☆プリンスさまっ♪ マジLOVEスターリッシュツアーズ?). Dalla serie visual novel è stato tratto un videogioco gacha di ritmo per dispositivi mobili, che si concentra solo sulle vite degli idol, edito anche in inglese. Questa versione ha cessato il servizio il 26 dicembre 2022, mentre quella giapponese è tuttora attiva.
Tutta la serie, esclusi l'originale, All Star After Secret, la saga di MUSIC e i giochi per mobile è stata rieditata per il Nintendo Switch. Repeat è stato rimasterizzato con il nome di Uta no☆Purinsu-sama♪ Repeat LOVE for Nintendo Switch  (うたの☆プリンスさまっ♪ Repeat LOVE for Nintendo Switch?)  il 19 dicembre 2019. Amazing Aria e Sweet Serenade sono stati ripubblicati in un'unica edizione sotto il nome di Uta no☆Purinsu-sama♪Amazing Aria＆Sweet Serenade LOVE for Nintendo Switch  (うたの☆プリンスさまっ♪Amazing Aria＆Sweet Serenade LOVE for Nintendo Switch?).

## Trama
Haruka Nanami inizia a frequentare l'Accademia Saotome, scuola dedicata esclusivamente alla musica, che mira a formare e a lanciare nuovi idol e compositori. Lì stringe presto nuove amicizie: la vivace compagna di stanza Tomochika e ben cinque ragazzi, tutti interessati a lei, cui si aggiunge anche lo schivo Tokiya Ichinose, fratello gemello dell'idol Hayato.
Per Haruka inizia un periodo difficile: la legge della scuola vieta infatti agli studenti di coltivare relazioni romantiche fra di loro, in vista del loro futuro da showgirl e showman professionisti. A questo si aggiunge l'avvicinarsi dell'esame finale - che prevede l'esibizione di una coppia di studenti (un cantante ed un compositore) - e che mette Haruka nella posizione imbarazzante di dover scegliere fra ben sei candidati.
La compositrice in erba riesce, in via del tutto eccezionale, a portare all'esame una canzone per gruppo e così a non scontentare nessuno dei ragazzi, tutti ormai molto legati a lei. Da questa esperienza nasce il gruppo idol ST☆RISH.

## Personaggi
Haruka Nanami (七海 春歌?, Nanami Haruka)
doppiata da Miyuki Sawashiro
Una ragazza timida ed impacciata, ma con un grande talento per la composizione di musica. Cresciuta in campagna sotto le cure della nonna, Haruka sogna da sempre di comporre musica per il suo idol preferito: Hayato. Cercando di realizzare il suo sogno, si iscrive all'Accademia Saotome. La sua natura timida ed impacciata le rendono inizialmente difficile adattarsi all'ambiente scolastico, anche perché prima di allora Haruka aveva sempre suonato naturalmente, senza mai imparare a leggere la musica o esibendosi in pubblico. Non compare nei film né nei giochi per cellulare.

### ST☆RISH
Otoya Ittoki (一十木 音也?, Ittoki Otoya)
doppiato da Takuma Terashima
Ottimista e solare, Otoya è il primo ragazzo a stringere amicizia con Haruka e a lavorare in coppia con lei. Orfano di madre e cresciuto in un orfanotrofio, decide di diventare un idol dopo aver saputo che il padre è stato un famoso cantante. Divide la stanza con Tokiya, è innamorato di Haruka e cerca sempre di proteggerla.
Masato Hijirikawa (聖川 真斗?,  Hijirikawa Masato)
doppiato da Kenichi Suzumura
Erede di una società di successo, Masato decide di dedicarsi alla musica nonostante la disapprovazione del padre, col quale ha da sempre freddi e problematici rapporti. Inizia a studiare all'Accademia Saotome grazie all'incoraggiamento del nonno paterno, alla scuola divide la stanza con Ren, suo amico d'infanzia cui ora lo lega una certa rivalità. Il suo carattere serio gli rende spesso difficile mostrare i propri sentimenti e questo lo fa particolarmente soffrire quando si tratta di Haruka dato che è innamorato di lei.
Natsuki Shinomiya (四ノ宮 那月?, Shinomiya Natsuki)
doppiato da Kishou Taniyama
Espansivo ed amichevole, Natsuki ama particolarmente le cose piccole e carine, kawaii. Natsuki si diletta inoltre di cucina con disastrosi risultati, che sottopone al vaglio dell'infelice Syo, suo amico e compagno di stanza, verso il quale nutre un affetto particolare. A causa di un disturbo della personalità, quando si ritrova senza occhiali sviluppa un'identità completamente opposta: il personaggio di 'Satsuki', schivo, scontroso e a volte violento, dotato da una geniale capacità compositiva per la musica, all'inizio pensa che haruka sia piccola e carina, ma poi sembra che inizi a provare qualcosa per lei.
Tokiya Ichinose (一ノ瀬 トキヤ?, Ichinose Tokiya)
doppiato da Mamoru Miyano
Tenebroso e solitario, Tokiya si presenta come fratello gemello del celebre idol Hayato. Nonostante le spiccate doti canore, gli insegnanti dell'accademia gli rimproverano spesso di cantare senza alcuna partecipazione emotiva, considerata fondamentale per una figura d'intrattenimento qual è l'idol. Inizialmente ritroso e schivo, l'incontro con Haruka lo porterà ad avvicinarsi al resto degli studenti e a confidarle di essere proprio Hayato, nasconde facilmente i suoi sentimenti ma prova un affetto o qualcosa di più nei confronti di Haruka.
Ren Jingūji (神宮寺 レン?, Jingūji Ren)
doppiato da Junichi Suwabe
Erede del gruppo finanziario Jinguji, Ren al mondo degli affari ha sempre preferito il mondo della musica, sulle orme della madre, una cantante di successo morta prematuramente. Finito all'accademia Saotome per il volere del fratello maggiore - al quale non si è mai sentito legato -, Ren preferisce far strage di cuori tra le studentesse piuttosto che studiare. Ha come compagno di stanza Masato, conosciuto da bambino e al quale lo lega una certa rivalità, cerca di flirtare con Haruka quando ne ha la possibilità .
Syo Kurusu (来栖 翔?, Kurusu Syo)
doppiato da Hiro Shimono
Nonostante la bassa statura, è uno dei più agguerriti e vivaci studenti dell'accademia. Iscrittosi per emulare e conoscere il proprio idolo Ryuuga Hyuuga, Syo nota subito l'affinità fra sé ed Haruka, anche lei giunta all'accademia per entrare nel mondo del suo cantante preferito, Hayato. Inoltre, Syo soffre di vertigini ed ha il terrore delle altezze, a causa di un incidente avvenuto durante l'infanzia e che vede coinvolto il compagno di stanza ed amico Natsuki inizia,ad interessarsi a Haruka.
Cecil Aijima ( 愛島 セシル?, Aijima Seshiru)
Doppiato da Kousuke Toriumi
Principe ed erede al trono di Agnapolis, regno che venera da millenni le mitiche figure delle muse, dee musicali. Trasformato in un gatto a causa di una maledizione, viene salvato dall'affetto e dall'amore di Haruka, che, ancora all'oscuro delle vere sembianze dell'animale, lo adotta e lo chiama Kuppuru. Innamoratosi della compositrice, Cecil inizia a studiare all'accademia pur di stare con lei, ma l'esperienza all'a scuola lo fa poi ricredere, maturando la decisione di diventare un vero e proprio idol.

### Quartet night
Originariamente personaggi secondari, che fungevano da mentori al gruppo principale, i Quartet Night hanno lentamente acquisito popolarità così da diventare il secondo focus del franchise.
 Ranmaru Kurosaki ( 黒崎 蘭丸 ?, Kurosaki Ranmaru)
doppiato da Tatsuhisa Suzuki
Italo-giapponese-americano, misogino e affetto da eterocromia semi-permanente, è stato scelto come senpai di Ren Jinguji e Masato Hijirikawa, coi quali non va molto d'accordo a causa del suo carattere burbero. Il suo genere preferito è il rock e la sua catchphrase è Nico nii~.
Ai Mikaze ( 美風 藍?, Mikaze Ai)
doppiato da Shōta Aoi
Senpai di Syo Kurusu e Natsuki Shinomiya, nonostante la stravagante capigliatura indaco, ha un carattere metodico e scrupoloso. La sua giornata è scandita con orari precisi ed inviolabili, mentre ogni sua decisione è sempre preceduta da un'attenta analisi dei dati obiettivi che lo concernono. È segretamente un IA.
Reiji Kotobuki (寿 嶺二?, Kotobuki Reiji)
doppiato da Shōtarō Morikubo
Senpai di Otoya Ittoki e Tokiya Ichinose. Il carattere spigliato e vivace lo portano a stringere subito amicizia. Ama fare uso di diminutivi e perciò chiama quasi tutti gli altri studenti con soprannomi e vezzeggiativi.
Camus (カミュ?, Kamyu)
doppiato da Tomoaki Maeno
Senpai di Cecil Aijima ed idol dalle origini nobili, è infatti conte del paese di Permafrost. Il suo carattere freddo e solitario lo rendono una figura isolata incapace di apprezzare lo spirito di squadra che unisce gli STARISH o gli altri membri dei Quartet Night.

## Visual novel
| Titolo                                                                                    | Piattaforma | Sviluppatore | Distributore | Data di uscita        |
| ----------------------------------------------------------------------------------------- | ----------- | ------------ | ------------ | --------------------- |
| Uta no☆Prince-sama♪ (うたの☆プリンスさまっ♪?)                                             | PSP         | Nippon Ichi  | Broccoli     | PSP: 24 giugno 2010   |
| Uta no☆Prince-sama♪ -Amazing Aria- (うたの☆プリンスさまっ♪ -Amazing Aria-?)               | PSP         | Nippon Ichi  | Broccoli     | PSP: 23 dicembre 2010 |
| Uta no☆Prince-sama♪ -Sweet Serenade- (うたの☆プリンスさまっ♪ -Sweet Serenade-?)           | PSP         | Nippon Ichi  | Broccoli     | PSP: 10 febbraio 2011 |
| Uta no☆Prince-sama♪ Repeat (うたの☆プリンスさまっ♪ Repeat?)                               | PSP         | Nippon Ichi  | Broccoli     | PSP: 11 agosto 2011   |
| Uta no☆Prince-sama♪ Debut (うたの☆プリンスさまっ♪ Debut?)                                 | PSP         | Nippon Ichi  | Broccoli     | PSP: 24 maggio 2012   |
| Uta no☆Prince-sama♪ All Star (うたの☆プリンスさまっ♪ All Star?)                           | PSP         | Nippon Ichi  | Broccoli     | PSP: 7 marzo 2013     |
| Uta no☆Prince-sama♪ All Star After Secret (うたの☆プリンスさまっ♪ All Star After Secret?) | PSP         | Nippon Ichi  | Broccoli     | PSP: 12 marzo 2015    |

Un'altra visual novel, Uta no☆Prince-sama♪ Dolce Vita, era in sviluppo per la PSP dal 2016, ma è stata ufficialmente cancellata nel 2019 con l'annuncio che sarebbe stata portata sulla Switch assieme a diversi remake della saga.

## Anime
Dalla visual novel sono state tratte le quattro serie anime, mentre i due film narrano una storia originale. Il primo, annunciato nel 2016 e uscito nel 2019, è stato realizzato in CGI e segue i tre gruppi principali della serie (ST☆RISH, QUARTET NIGHT ed HE☆VENS) mentre performano i loro brani più noti. È andato in onda in Giappone e America. Il secondo, andato in onda in patria il 2 settembre 2022, è un film celebrativo per i dieci anni della messa in onda della prima serie animata, segue invece solo gli STA☆RISH, ed è il primo annunciato di una serie cinematografica, denominata Uta no☆Prince-sama♪ Maji Love ST☆RISH Tours. Il film è stato reso disponibile in America, ai cinema per un periodo limitato, il 22 e 23 gennaio 2023.

## Manga
Dalla visual novel sono state tratte cinque manga basati sulla visual novel: Uta no Prince-sama (うたの☆プリンスさまっ♪?), Uta no Prince-sama pp (うたの☆プリンスさまっ♪pp?), Uta no Prince-sama - Maji Love 2000% (うたの☆プリンスさまっ♪ マジLOVE2000%?), e i volume antologici Uta no☆Prince-sama♪Comic Anthology (うたの☆プリンスさまっ♪ コミックアンソロジー?) e Uta no☆Prince-sama♪ - Maji Love Legend Star - Anthology (うたの☆プリンスさまっ♪ マジLOVEレジェンドスター アンソロジー♪?), creato da fan della serie. Sono tutti editi esclusivamente in Giappone.

## Musica

### Prima serie
Eccetto che nel primo episodio - dove l'ordine dei due brani è invertito - la serie presenta queste sigle:
- Sigla iniziale
  -  Orpheus  (オルフェ?, Orufe) di Mamoru Miyano[23]
- Sigla finale
  - マジLOVE1000％ (Maji LOVE 1000%?) degli ST☆RISH[24]

### Seconda serie
Eccetto che nel primo episodio - dove l'ordine dei due brani è invertito - la serie presenta queste sigle:
- Sigla iniziale
  -  Canon (カノン?, Kanon) di Mamoru Miyano[26]
- Sigla finale
  - マジLOVE2000％ (Maji LOVE 2000%?) degli ST☆RISH[27]

### Terza serie
- Sigla iniziale
  - The dice are cast dei QUARTET NIGHT[28]
  -  Shine (シャイン?, Shain) di Mamoru Miyano[29]
- Sigla finale
  - Maji Love Revolutions (マジLOVE☆レボリューションズ?, Maji Love Reboryūshonzu) degli ST☆RISH[30]
  - Evolution Eve (エボリューション・イヴ?) dei QUARTET NIGHT[31]

### Quarta serie
- Sigla iniziale
  - Tempest (テンペスト?) di Mamoru Miyano[32]
- Sigla finale
  - Maji Love Legend Star (マジLOVEレジェンドスター?) degli ST☆RISH[33]

## Teatro
Da dei CD drama, realizzati dagli originali doppiatori della serie e diegeticamente spettacoli messi in atto dagli idol stessi, sono stati realizzati tre diversi adattamenti per il teatro, tutti andati in onda esclusivamente in Giappone fra il 2017 e il 2018: Tenka Muteki no Shinobi Michi, Masquerade Mirage, e Joker Trap. Sono anche stati distribuiti in DVD e Bluray, esclusivamente per il mercato giapponese.